# The New Voice of Ukraine
The New Voice of Ukraine oder einfach nur die New Voice (NV) ist eine ukrainische, englisch- und russischsprachige digitale Zeitung mit Sitz in der Ukraine. Die Publikation wurde 2014 gegründet, um unvoreingenommene und unabhängige Berichterstattung über Themen in der Ukraine anzubieten.

## Geschichte

### 2010er
Das Medium wurde 2014 als russischsprachige Publikation Nowoje Wremja (russisch Новое Время; HB) gegründet und erhielt zunächst eine Investition von Tomáš Fiala von Dragon Capital. Bei der Gründung der Zeitung stand die Absicht im Vordergrund, keiner politischen Partei anzugehören und sich auch nicht im Besitz eines großen Konzerns zu befinden.

Die erste Ausgabe des Magazins erschien am 16. Mai 2014 und hatte eine Auflage von über 18.000 Exemplaren. Am ersten Jahrestag der Euromaidan-Proteste startete die Publikation „#remembermaidan“, eine Hashtag-Kampagne zu Ehren der Teilnehmer der Proteste. Die Website erhielt 2015 eine Online-Oberfläche in ukrainischer Sprache.

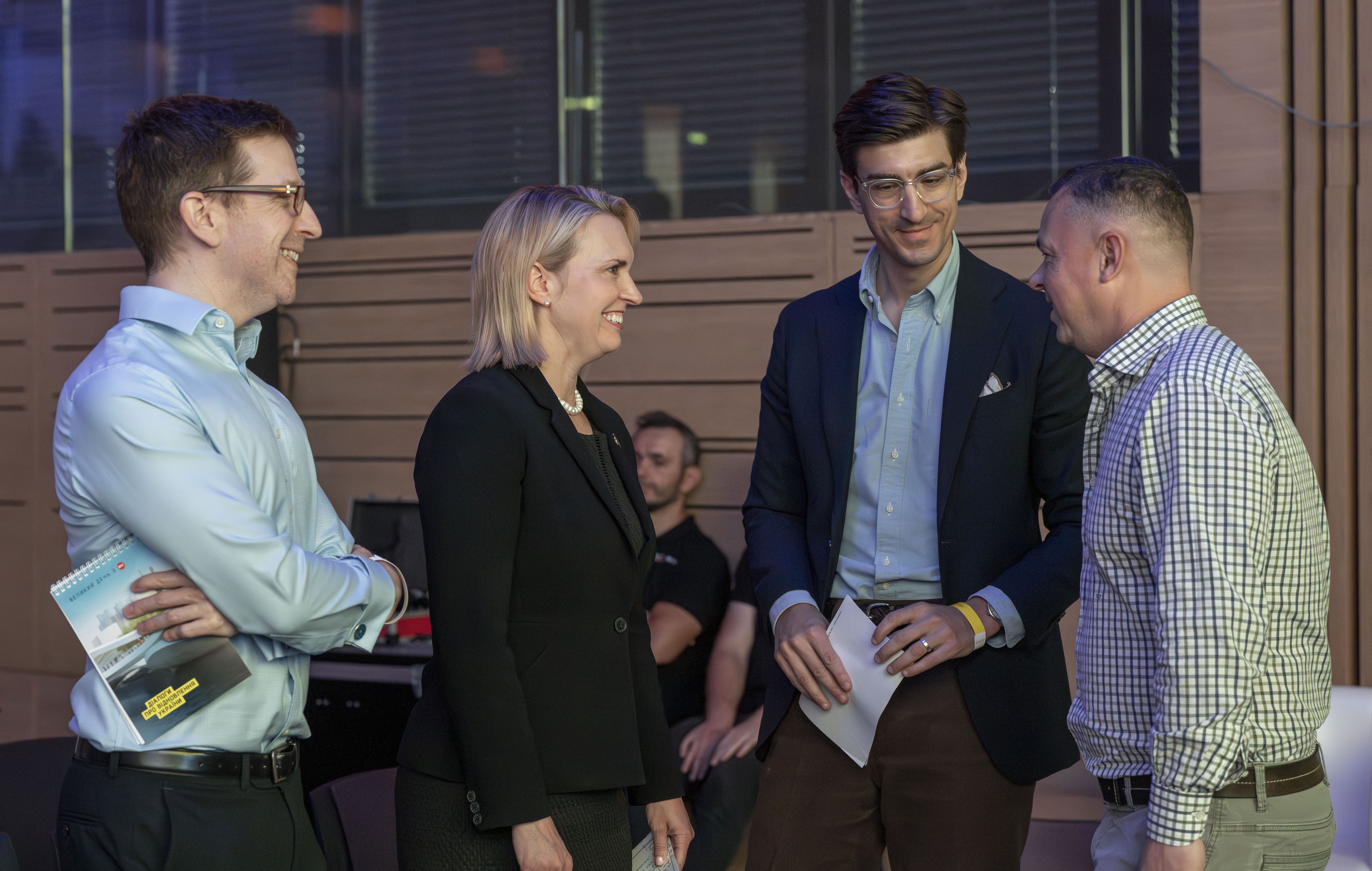
Dialoge zum Wiederaufbau der Ukraine, im Juni 2023

### 2020er
Die erste gedruckte Ausgabe der Publikation in ukrainischer Sprache erschien im August 2021. Die englischsprachige Version der Website wurde im Januar 2022 online gestellt.
Seit Beginn der russischen Invasion in der Ukraine im Jahr 2022 hat die Neue Stimme der Ukraine auf ihrer Website und ihrem Radiosender ständig über den Krieg berichtet. Während der Schlacht um Kiew berichteten die Journalisten von New Voice von der Front. Im März 2022 wurde berichtet, dass Journalisten der Zeitung weiterhin „aus Luftschutzbunkern, beschossenen Häusern und anderen kampfzerstörten Orten“ berichteten. Darüber hinaus war die Zeitung aufgrund ihrer Kriegsberichterstattung russischen Cyberangriffen ausgesetzt. Neben ihrer Berichterstattung veröffentlicht NV auch Meinungsbeiträge von Wissenschaftlern und Analysten in der Ukraine zum Krieg.

## Leserschaft

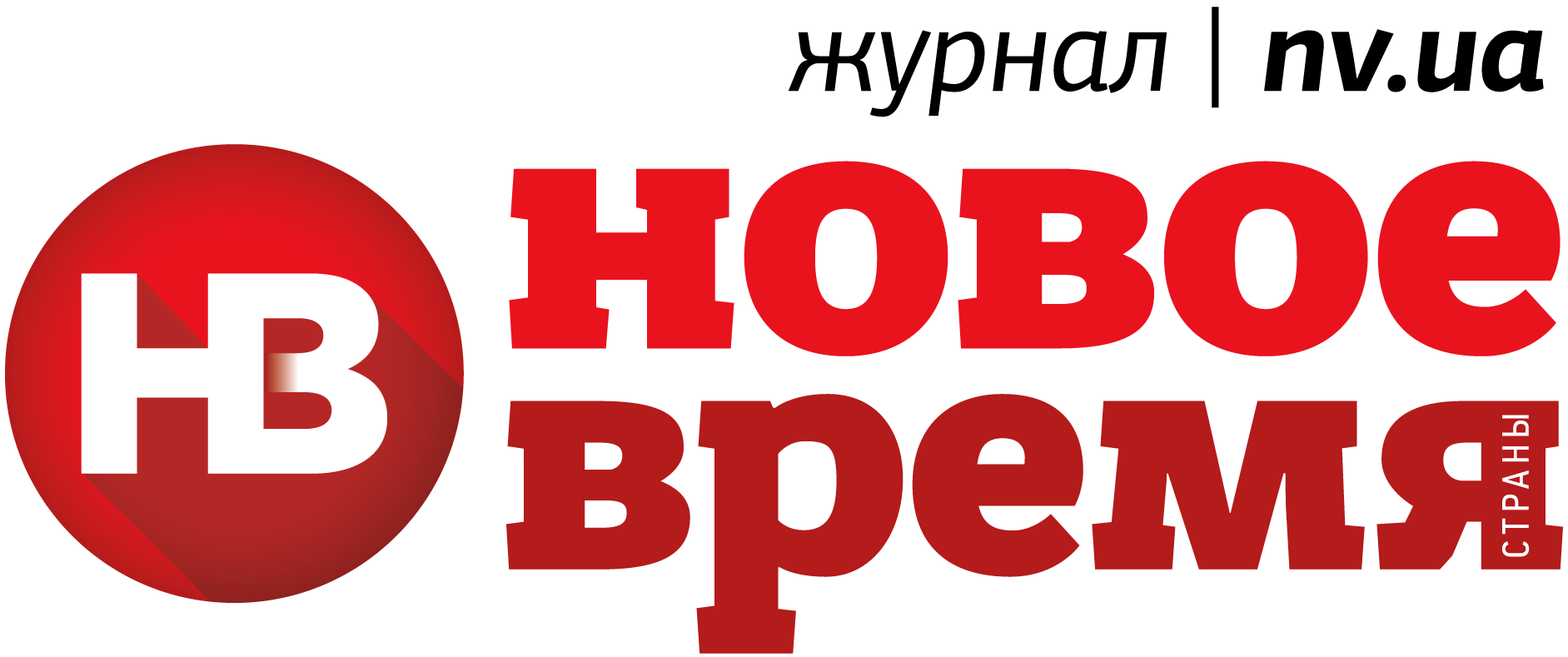
Von 2014 bis 2019 verwendetes Logo

Im Februar 2020 führte die damals unter dem Namen Nowoje Wremja bekannte Website eine Paywall ein und gewann in den fünf darauffolgenden Monaten 10.000 Abonnenten. Witalij Sytsch, der Chefredakteur der Publikation, erklärte, dass die Paywall eingeführt wurde, um Einnahmen zu erzielen, da man auf dem Werbemarkt nicht mit Unternehmen wie Google oder Facebook konkurrieren könne.
Laut den im Jahr 2021 von Gemius International Research erhobenen Daten besuchten 5.572.440 „echte Benutzer“ die Website des Unternehmens, was es zum fünftmeistbesuchten Nachrichtenunternehmen in der Ukraine macht. Darüber hinaus zog die Website laut Google Analytics in diesem Jahr über 10.000.000 Einzelbesucher an. Das Unternehmen hat außerdem 14.000 zahlende Abonnenten, die ihre begrenzte Anzahl an Artikeln hinter einer Paywall sehen können.

## Rezeption und Kritik
The GroundTruth Project bezeichnete die New Voice of Ukraine als zuverlässige Informationsquelle zur russischen Invasion in der Ukraine. NV war eine von zwei Publikationen, darunter The Kyiv Independent, die vom Ukrainischen Institut in London als zuverlässige Quellen für Kriegsberichterstattung empfohlen wurden.